# Trại Thường Đức
Trại Thường Đức (còn gọi là Trại Biệt kích Thường Ðức) là căn cứ cũ của Quân đội Mỹ và Quân lực Việt Nam Cộng hòa (QLVNCH) phía tây nam Đà Nẵng thuộc tỉnh Quảng Nam, Việt Nam Cộng hòa.

## Lịch sử
Biệt đội A-109 Liên đoàn 5 Biệt kích lần đầu tiên thành lập một căn cứ ở đây vào tháng 3 năm 1966 để theo dõi sự xâm nhập của cộng sản vào khu vực quan trọng Đà Nẵng. Căn cứ này nằm gần Quốc lộ 14, cách Đà Nẵng khoảng 40 km về phía tây nam.
Ngày 28 tháng 9 năm 1968, Quân đội Nhân dân Việt Nam (QĐNDVN) tấn công và tạm thời tràn ngập căn cứ này. Đáp trả lại, Thủy quân lục chiến Mỹ bèn phát động Chiến dịch Maui Peak từ ngày 6 đến ngày 19 tháng 10 để giải vây. Lực lượng tham gia bao gồm Tiểu đoàn 1, Thủy quân lục chiến 1, Tiểu đoàn 2, Thủy quân lục chiến 5, Tiểu đoàn 3, Thủy quân lục chiến 5, Tiểu đoàn 2, Thủy quân lục chiến 7 và Tiểu đoàn 3, Thủy quân lục chiến 7 đẫn đến kết quả là ước tính có 353 lính QĐNDVN thiệt mạng trong khi 28 lính Thủy quân lục chiến Mỹ tử trận.
Ngày 19 tháng 10 năm 1970, QĐNDVN/QGPMNVN tấn công Thường Đức nhưng bị QLVNCH đẩy lùi nhờ sự yểm trợ của pháo binh, trực thăng chiến đấu và không quân. Lực lượng đối phương bèn rút lui sau hai ngày với 163 người chết và 20 người bị bắt làm tù binh.
Tháng 7 năm 1974, Thường Đức lại bị một Trung đoàn thuộc Sư đoàn 324 QĐNDVN tấn công, mở đầu cho một trận chiến khốc liệt. Kết thúc trận đánh vào tháng 11 năm 1974, QĐNDVN đã chiếm được Thường Đức.

## Hiện tại
Căn cứ này hiện tại một phần là nghĩa trang trong khi phần còn lại đã biến thành rừng rậm.